# Mirafra cheniana
A Mirafra cheniana a verébalakúak (Passeriformes) rendjébe, ezen belül a pacsirtafélék (Alaudidae) családjába és a Mirafra nembe tartozó faj.

## Rendszerezése
A fajt Andrew Smith skót zoológus és ornitológus írta le 1843-ban.

## Előfordulása
Afrika déli részén, Botswana, a Dél-afrikai Köztársaság és Zimbabwe területén honos. Természetes élőhelyei a szubtrópusi és trópusi száraz gyepek. Állandó, nem vonuló faj.

## Megjelenése
Testhossza 12 centiméter.

## Életmódja
Többnyire fűmagokkal táplálkozik, de rovarokat is fogyaszt.

## Szaporodása
Monogám, szeptembertől márciusig költ. Fészekalja 2-4 tojásból áll.

## Természetvédelmi helyzete
Az elterjedési területe nagyon nagy, egyedszáma ugyan csökken, de még nem éri el a kritikus szintet. A Természetvédelmi Világszövetség Vörös listáján nem fenyegetett fajként szerepel.